# Xã Lunenburg, Quận Izard, Arkansas
Xã Lunenburg (tiếng Anh: Lunenburg Township) là một xã thuộc quận Izard, tiểu bang Arkansas, Hoa Kỳ. Năm 2010, dân số của xã này là 156 người.